# Robòtica tova

La robòtica tova pot oferir mecanismes molt flexibles, lleugers i segurs, com el Bionic Handling Assistant de l'empresa Festo.

La robòtica tova, de l'anglès soft robotics, és una branca de la robòtica que estudia el disseny, control i fabricació de robots fets amb materials tous o elàstics.
Els dissenys dels robots tous sovint s'inspiren en organismes naturals. Gràcies a l'ús de materials flexibles, i actuadors pneumàtics o tendons, poden tenir capacitats que serien impossibles d'aconseguir mitjançant elements rígids. Les estructures d'aquests sistemes poden ser força complexes, per aquest motiu és comú fer servir impressores 3D per fabricar-los. Per aquesta mateixa raó, l'electrònica de control sovint incorpora models matemàtics avançats per predir la deformació i moviments dels robots.
Els inicis de la robòtica tova daten de finals de la dècada dels 80, però no va ser fins als 2000 que es va establir aquest camp. Des d'aleshores s'han aconseguit grans progressos en locomoció de robots, manipulació d'objectes, desenvolupament d'aparells mèdics i sistemes d'interacció home-màquina.

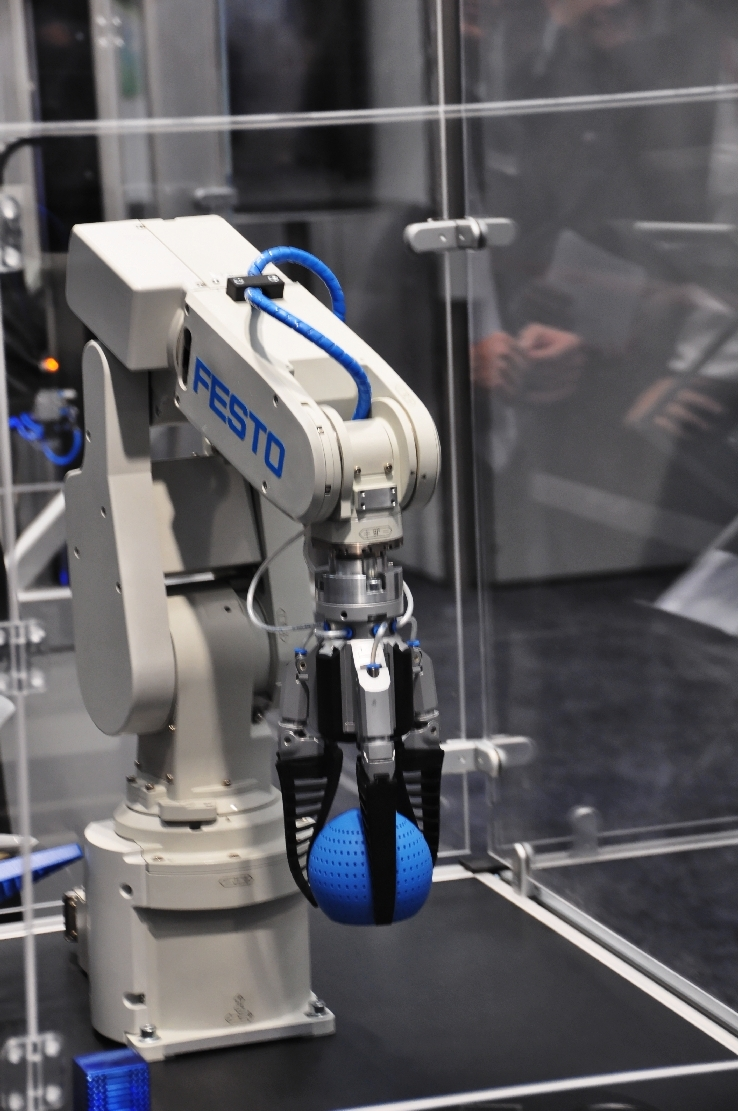
Un robot industrial amb un terminal tou, capaç d'adaptar-se a les formes dels objectes.